# Tipula (Lunatipula) penelope penelope
Tipula (Lunatipula) penelope penelope is een ondersoort van de tweevleugelige Tipula (Lunatipula) penelope uit de familie langpootmuggen (Tipulidae). De ondersoort komt voor in het Palearctisch gebied.